# Hotaru no Haka (conto)
"Hotaru no Haka" (火垂るの墓) é um conto semi-autobiográfico do autor japonês Akiyuki Nosaka de 1967. Baseado em suas vivências durante e depois do bombardeamento em Cobe, em 1945. Uma das suas irmãs morreu devido à uma doença, já o seu pai adotivo durante o bombardeamento propriamente dito, e a sua irmã mais nova adotiva faleceu de desnutrição em Fukui. Foi escrito como um pedido de desculpas pessoal a Keiko, em relação à sua morte.
O conto foi publicado pela primeira vez no Japão pela Ōru Yomimono, uma revista mensal de literatura publicada pela Bungeishunjū, em outubro de 1967. Nosaka ganhou o Prêmio Naoki de 'melhor literatura popular' por esta história e "American Hijiki", que foi publicado um mês antes. Ambos os contos, com outros quatro, foram agrupados como um livro em 1968 e publicado pela Shinchōsha. Posteriormente, ganhou uma adaptação animada em 1988 dirigida por Isao Takahata. Novamente ganhou duas adaptações em live-action; a primeira em 2005 e a outra em 2008.

## Desenvolvimento
Akiyuki Nosaka escreveu o conto em 1967, durante um período de alto crescimento econômico. Nosaka disse que a época lhe parecia estranha e que "o verdadeiro espírito da humanidade era diferente" e assim desejava retratar uma "humanidade idealizada" entre um irmão e uma irmã, ou "finalmente, de um homem e uma mulher". Acrescentando que desejava colocar Seita, o personagem principal, "em uma situação idealizada".